# Anna Popplewell

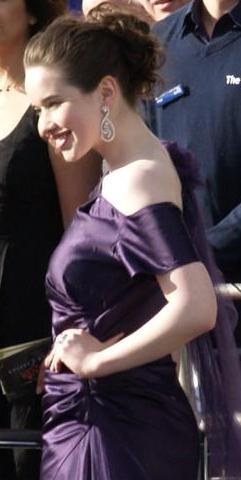
Anna Popplewellla premiera filmului Cronicile din Narnia: Prinţul Caspian în Londra

Anna Katherine Popplewell (n. 16 decembrie 1988) este o actriță engleză. Este cunoscută pentru rolul din seria filmelor Cronicile din Narnia, Susan Pevensie.

## Filmografie
| An   | Film                                                           | Rol            | Note                                                 | Încasări     |
| ---- | -------------------------------------------------------------- | -------------- | ---------------------------------------------------- | ------------ |
| 1999 | Mansfield Park                                                 | Betsey         |                                                      | $4,775,847   |
| 2000 | The Little Vampire                                             | Anna           |                                                      | $27,965,865  |
| 2001 | Me Without You                                                 | Young Marina   |                                                      | $304,909     |
| 2002 | Thunderpants                                                   | Denise Smash   |                                                      |              |
| 2003 | Girl with a Pearl Earring                                      | Maertge        |                                                      | $31,466,789  |
| 2005 | The Chronicles of Narnia: The Lion, the Witch and the Wardrobe | Susan Pevensie |                                                      | $744,813,301 |
| 2008 | The Chronicles of Narnia: Prince Caspian                       | Susan Pevensie | de asemenea și vocea lui Susan din Prince Caspian VG | $419,651,413 |